# Parada de Gatim
Parada de Gatim es una freguesia portuguesa del concelho de Vila Verde, en el distrito de Distrito de Braga, con 4,39 km² de superficie y 793 habitantes (2011). Su densidad de población es de 180,6 hab/km².